# 지방도 제1089호선
지방도 제1089호선(신등 ~ 부항선)은 경상남도 산청군 신등면 단계리와 경상북도 김천시 부항면 월곡리를 잇는 경상남도의 지방도이다.
경상남도 외의 타 도를 두 곳이나 경유하는 것이 특징이며, 거창읍 중심 동부를 관통하며 거창 나들목에서 광주대구고속도로와 연결된다. 또한 거창군 신원면에서 합천군 봉산면의 구간에서는 국도 제59호선과, 합천군 가회면에서 산청군 신등면의 구간에서는 국가지원지방도 제60호선과 중첩된다.
거창군 거창읍 구간만 왕복 4차로로, 나머지 구간은 왕복 2차로로 구성되어 있다.

## 연혁
- 1988년 12월 26일 : 합천댐 건설로 인해 합천군 대병면 회양리 ~ 거창군 신원면 수원리 구간, 거창군 남상면 전척리 ~ 대산리 구간 이설[2]
- 2002년 7월 12일 : 단계교(산청군 신등면 단계리) 48m 구간 개통[3]
- 2003년 2월 20일 : 경상남도 구간 노선 폐지 및 재지정[4][5]
- 2003년 2월 20일 : 경상북도 구간 노선 폐지 및 재지정.[6]
- 2005년 2월 2일 : 합천군 가회면 장대리 ~ 함방리 2.86km 구간 개통[7]
- 2006년 4월 17일 : 합천군 대병면 회양리 ~ 가회면 둔내리 1.609km 구간 개통[8]
- 2007년 7월 5일 : 회양삼거리 교차로(합천면 대병면 회양리) 개선으로 인해 240.5m 구간 도로구역 변경[9]
- 2009년 10월 15일 : 지방도 노선 조정[10]
- 2016년 12월 22일 : 가회 ~ 신등간 도로 2공구(산청군 신등면 단계리 ~ 사정리) 5.1km 구간 확장 개통[11], 기존 산청군 신등면 가술리 750m 구간 폐지[12]

## 주요 경유지

### 경상남도
- 산청군
  - 신등면 단계리 - 단계교삼거리 - 단계교 - 신등중학교, 신등고등학교 - 봉계교 - 청산삼거리 - 청산교 - 가술리 - 월평교 - 사정리

- 합천군
  - 가회면 함방리 - 가회면사무소 - 가회초등학교 - 덕촌리 - 장대삼거리 - 장대교 - 장대리 - 도탄교 - 도성초등학교 (폐교) - 도탄리 - 둔내리
  - 대병면 양리 - 양리삼거리 - 합천호 나들목 - 회양삼거리 - 합천호회양관광단지 - 회양리 - 하금교 - 하금리 - 유전교 - 유전삼거리 - 유전리 - 부암교 - 역평리
  - 봉산면 술곡리 - 술곡교

- 거창군
  - 신원면 수원리 - 수원삼거리 - 인풍교 - 양지삼거리 - 율원초등학교(폐교) - 양지리 - 밤티재 (해발 450m)
  - 남상면 밤티재 (해발 450m) - 임불리 - 전척리 - 전척교 - 대산삼거리 - 대산교 - 대산리 - 대현삼거리 - 산단삼거리 - 월평사거리 - 월평리
  - 거창읍 농공단지삼거리 - 국농소삼거리 - 거창 나들목 - 거창소방서 - 대평리 - 창동사거리 - 창동교 - 창동교사거리 - 대동리 - 개봉3교 - 개봉사거리 - 월천초등학교 - 서변교 - 서변리 - 봉황교
  - 주상면 봉황교 - 도평리 - 도평 교차로 - 주상면 행정복지센터 - 주상삼거리 - 연교리 - 내오리 - 완대리 - 완대삼거리
  - 고제면 농산리 - 금계교 동단 - 거창중학교 고제분교 - 고제교 - 농산삼거리 - 궁항리 - 고제초등학교 - 봉산교 - 봉산리 - 봉계리 - 도계교

### 전라북도
- 무주군
  - 무풍면 도계교 - 덕지리 - 방곡교 - 안실삼거리 - 은산리 - 정산리 - 지성리 - 철목교 - 철목리 - 무풍사거리 - 호봉교 - 원평삼거리 - 무풍면사무소 - 무풍삼거리 - 무풍정류장 - 무풍보건지소 - 현내리 - 현내삼거리 - 금평리 - 삼도봉터널 (391m), 부항령 (해발 607m)

### 경상북도
- 김천시
  - 부항면 삼도봉터널 (391m), 부항령 (해발 607m) - 어전리 - 학1교 - 월곡리

## 중복 구간
- 합천군 가회면 가회초등학교 ~ 장대삼거리 : 국가지원지방도 제60호선과 중복
- 합천군 대병면 양리삼거리 ~ 하금리 : 지방도 제1026호선과 중복
- 거창군 신원면 수원삼거리 ~ 양지삼거리 : 국도 제59호선, 지방도 제1034호선과 중복
- 거창군 거창읍 국농소삼거리 ~ 대평리 : 국도 제24호선, 국도 제26호선과 중복
- 거창군 주상면 완대삼거리 ~ 고제면 금계교 동단 : 국도 제37호선과 중복

## 도로명
- 경상북도
  - 산청군 신등면 단계리 ~ 합천군 가회면 장대삼거리 : 신등가회로
  - 합천군 가회면 장대삼거리 ~ 거창군 신원면 수원삼거리 : 서부로
  - 거창군 신원면 수원삼거리 ~ 양지삼거리 : 신차로
  - 거창군 신원면 양지삼거리 ~ 남상면 대현삼거리 : 밤티재로
  - 거창군 남상면 대현삼거리 ~ 월평리 : 거창산업로
  - 거창군 남상면 월평리 ~ 거창읍 국농소삼거리 : 밤티재로
  - 거창군 거창읍 국농소삼거리 ~ 거창소방서 : 거함대로
  - 거창군 거창읍 거창소방서 ~ 개봉사거리 : 창동로
  - 거창군 거창읍 개봉사거리 ~ 주상면 완대삼거리 : 주곡로
  - 거창군 주상면 완대삼거리 ~ 고제면 금계교 동단 : 빼재로
  - 거창군 고제면 금계교 동단 ~ 도계교 : 고제로

- 전라북도
  - 무주군 무풍면 도계교 ~ 원평삼거리 : 대덕산로
  - 무주군 무풍면 원평삼거리 ~ 현내삼거리 : 현내로
  - 무주군 무풍면 현내삼거리 ~ 삼도봉터널 : 탄방로

- 경상북도
  - 김천시 부항면 삼도봉터널 ~ 월곡리 : 어전로